# Lake Camelot (Wisconsin)
Lake Camelot – jednostka osadnicza w Stanach Zjednoczonych, w stanie Wisconsin, w hrabstwie Adams.